# Сумарокова, Алла Николаевна
Алла Николаевна Сумарокова (род. 1 декабря 1960) — российская и советская певица, исполнительница русских народных песен, фолк музыки и романсов, общественный деятель. Основатель и хормейстер художественного самодеятельного коллектива ансамбль «Церемоночка». Награждена знаком отличия «За достижения в культуре» (2004). Заслуженный артист Российской Федерации (2009).

## Биография
Алла Сумарокова родилась 1 декабря 1960 года в деревне Чуласа Лешуконского района Архангельской области.
В 1980 году закончила училище культуры г. Архангельска по специальности «Руководитель народного хора». В 1980-х работала заведующей клубом Вожегорского леспромхоза и клубом Дома культуры профкома Светлозерского леспромхоза.
В 1989—1994 гг. — певица Государственного академического Северного русского народного хора.
В 1990 году основала фольклорный ансамбль «Церемоночка» в г. Архангельске, является его хормейстером.
С 1995 г. занимается самостоятельной творческой деятельностью, в рамках которой выпустила 8 альбомов. Занимается активной концертной деятельностью: даёт сольные концерты и выступает на общественных праздниках (приуроченных ко Дню города, Дню Победы, Крымской весне и пр.), выступала для короля и королевы Швеции, гастролировала в Москве, Саратове, Иванове, Новосибирске, Литве, Норвегии, Финляндии.
В 2004 году была награждена знаком «За достижения в культуре», в 2006 г — орденом «Крылатого Льва».
В 2009 году концертом отметила 20-летие своей творческой деятельности и указом Президента РФ Дмитрия Медведева ей было присвоено звание «Заслуженная артистка России».
Является участницей Региональной общественной организации «Совет женщин Архангельской области», от которой выдвигалась кандидатом для участия в Общенародном праймериз в составе региональной группы (Архангельская область) Общественного народного фронта в 2011 году. В процессе отбора кандидатов в кандидаты на выборы в Государственную Думу от ОНФ поддержала Елену Вторыгину.
В 2013 году принимала участие в Выборах депутатов Архангельского областного Собрания депутатов шестого созыва от партии Единая Россия.
В 2012 и 2018 году — доверенное лицо кандидата на должность Президента РФ Владимира Путина.
В 2020 году — лауреат Региональной общественной награды Архангельской области «Достояние Севера».

## Дискография
- 1999 — «Русские народные песни»
- 2000 — «Милый Север»
- 2003 — «В горнице моей…»;
- 2004 — «В лунном сиянии…».
- 2009 — «Над Архангельском белые ночи…»
- 2009 — «Кружева (песни на стихи и музыку Сергея Григорьева)»
- 2014 — «Архангельск — город воинской славы»[13]
- 2018 — «Хорошо в гостях у мамы…»[14]